# Sofia Dzerjinskaia
Sofia Sigizmundovna Dzerjinskaia, născută Muszkat (poloneză Zofia Julia Dzierżynska z domu Muszkat; n. 1882 – d. 1968) a fost o politiciană poloneză. A fost căsătorită cu Felix Dzerjinski în 1910 și a dat naștere primului său copil, Janek, în închisoarea din Pawiak. Din 1920 a trăit în Uniunea Sovietică, în Moscova.